# フェルナンダ・フェレイラ
フェルナンダ・フェレイラ（Fernanda Ferreira、女性、1980年1月10日 - ）は、ブラジルの元女子バレーボール選手。ポジションはセッター。元バレーボールブラジル女子代表。

## 来歴
- クラブチーム

リオデジャネイロ出身。1998年、EC Pinheirosへ入団。2000年、São Caetano Vôleiへ移籍し2年間プレーした。2002年にRio de Janeiro Volêi Clubeに移籍し、ブラジルスーパーリーガで3位となった。2003/04シーズンからは再びEC Pinheirosでプレーした。2006/07シーズンはOsasco Voleibol Clubeに加入し、スーパーリーガで準優勝を果たした。2007/08シーズンからイタリアセリエA1のSanteramo Sportに加入した。2008/09シーズンはUYBA Volleyへ移籍し、セリエA1リーグで4位となった。2010/11シーズンはModena Volleyでプレーし、リーグ7位だった。2011/12シーズンはアゼルバイジャンリーグのイトゥサチ・バクーでプレーした。2012/13シーズンはブラジル・スーパーリーガへ復帰しVôlei Amil/Campinasでプレーし、リーグ3位の成績となった。2013/14シーズンはBarueri Volleyball Clubでプレーした。2014/15シーズンはイタリアセリエA2のBarueri Volleyball Clubでプレー。2016/17シーズンをもって現役を引退した。
- 代表チーム

アンダーカテゴリーの代表として1997年、U-19世界選手権で金メダルを獲得した。1998年、ジュニアの南米選手権で優勝を果たした。2012年、ロンドンオリンピックに向けたブラジル代表のメンバーに初招集され、同年のワールドグランプリにて代表デビューした。そして、ロンドン五輪の最終メンバーに選出され、同大会に出場した。初戦のトルコ戦ではスタメン起用され勝利すると、最終的には金メダルを獲得した。

## 球歴
- オリンピック - 2012年
- ワールドグランプリ - 2012年

## 所属クラブ
- EC Pinheiros（1998-2000年）
- São Caetano Vôlei（2000-2002年）
- Rio de Janeiro Volêi Clube（2002-2003年）
- EC Pinheiros（2003-2005年）
- Brasil Telecom（2005-2006年）
- Osasco Voleibol Clube（2006-2007年）
- Santeramo Sport（2007-2008年）
- FVブスト・アルシーツィオ（2008-2010年）
- Universal Volley Femminile Modène（2010-2012年）
- イトゥサチ・バクー（2012年）
- Campinas Voleibol Clube（2012-2013年）
- Grêmio Recreativo Barueri（2013-2014年）
- Barueri Volleyball Club（2014-2015年）
- VBナント（2015-2016年）
- Curitiba Vôlei（2016-2017年）